# Intel·ligència artificial i drets d'autor

Icona que mostra un símbol de drets d'autor en una bombeta de The Noun Project

A la dècada del 2020, el ràpid avenç dels models d'intel·ligència artificial generativa basats en l'aprenentatge profund va plantejar preguntes sobre si es produeix una infracció dels drets d'autor quan aquests s'entrenen o s'utilitzen. Això inclou models de text a imatge com ara Stable Diffusion i models de llenguatge gran com ara ChatGPT. A partir del 2023, hi havia diverses demandes pendents als Estats Units que impugnaven l'ús de dades protegides per drets d'autor per entrenar models d'IA, i els demandats argumentaven que això entra dins de l'ús legítim.
Els models populars d'aprenentatge profund s'entrenen amb grans quantitats de contingut multimèdia extret d'Internet, sovint utilitzant material amb drets d'autor. Quan es reuneixen dades de formació, l'obtenció d'obres protegides per drets d'autor pot infringir el dret exclusiu del titular dels drets d'autor de controlar la reproducció, tret que estigui cobert per excepcions en les lleis de drets d'autor pertinents. A més, l'ús de les sortides d'un model podria violar els drets d'autor, i el creador del model podria ser acusat de responsabilitat indirecta i considerat responsable d'aquesta infracció dels drets d'autor.

## Estat dels drets d'autor de les obres generades per IA

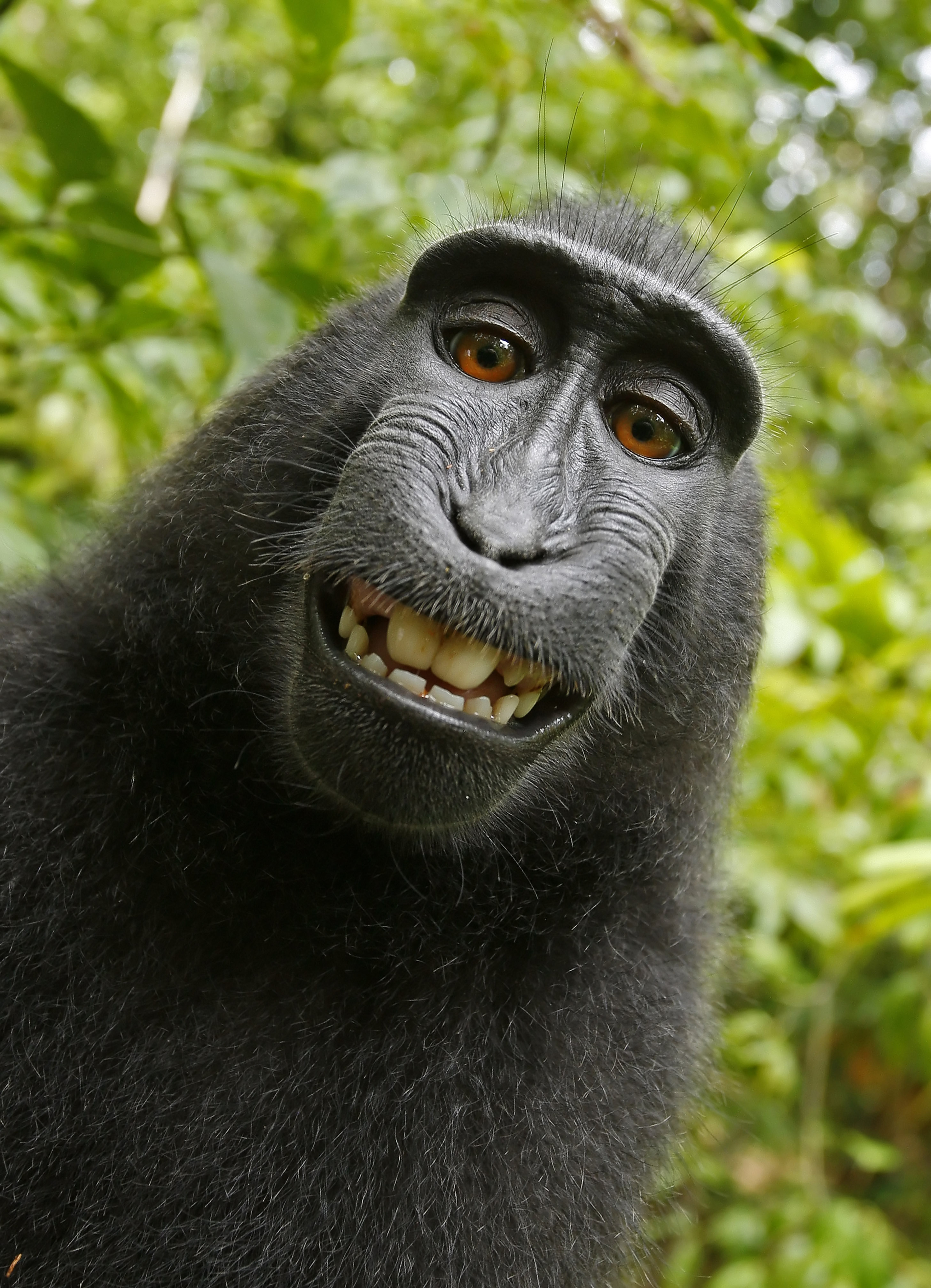
L'Oficina de Drets d'Autor dels Estats Units ha declarat que les obres no creades per un autor humà, com aquest retrat "selfie" fet per un mico, no són elegibles per a la protecció dels drets d'autor.

Com que la majoria de jurisdiccions legals només atorguen drets d'autor a obres originals d'autor humà, la definició d'"originalitat" és fonamental per a l'estatus dels drets d'autor de les obres generades per IA.

### Estats Units
Als EUA, la Llei de drets d'autor protegeix les "obres d'autoria originals".  L'Oficina de Drets d'Autor dels Estats Units ha interpretat que això es limita a les obres "creades per un ésser humà",  i ha rebutjat concedir drets d'autor a obres generades sense intervenció humana.  Alguns professionals del dret han suggerit que Naruto contra Slater (2018), en què el Tribunal d'Apel·lacions del 9è Circuit dels Estats Units va sostenir que les persones no humanes no poden ser titulars dels drets d'autor d'obres artístiques, podria ser un possible precedent en litigis sobre drets d'autor sobre obres creades per IA generativa. Alguns han suggerit que certes generacions d'IA podrien ser protegides per drets d'autor als EUA i jurisdiccions similars si es pot demostrar que l'ésser humà que va executar el programa d'IA va exercir prou originalitat en seleccionar les entrades de la IA o editar la sortida de la IA.
Els defensors d'aquest punt de vista suggereixen que un model d'IA es pot veure simplement com una eina (similar a un bolígraf o una càmera) utilitzada pel seu operador humà per expressar la seva visió creativa.   Per exemple, els defensors argumenten que si l'estàndard d'originalitat es pot complir si un artista fa clic al botó de l'obturador d'una càmera, potser els artistes que utilitzen IA generativa haurien de rebre una deferència similar, sobretot si passen per múltiples rondes de revisió per refinar les seves indicacions a la IA. Altres defensors argumenten que l'Oficina de Drets d'Autor no està adoptant un enfocament tecnològicament neutral pel que fa a l'ús de la IA o les eines algorítmiques. Per a altres expressions creatives (música, fotografia, escriptura), la prova és, efectivament, si hi ha una creativitat humana de minimis o limitada. Per a les obres que utilitzen eines d'IA, l'Oficina de Drets d'Autor ha fet que la prova sigui diferent, és a dir, si no hi ha més que una implicació tecnològica de minimis.

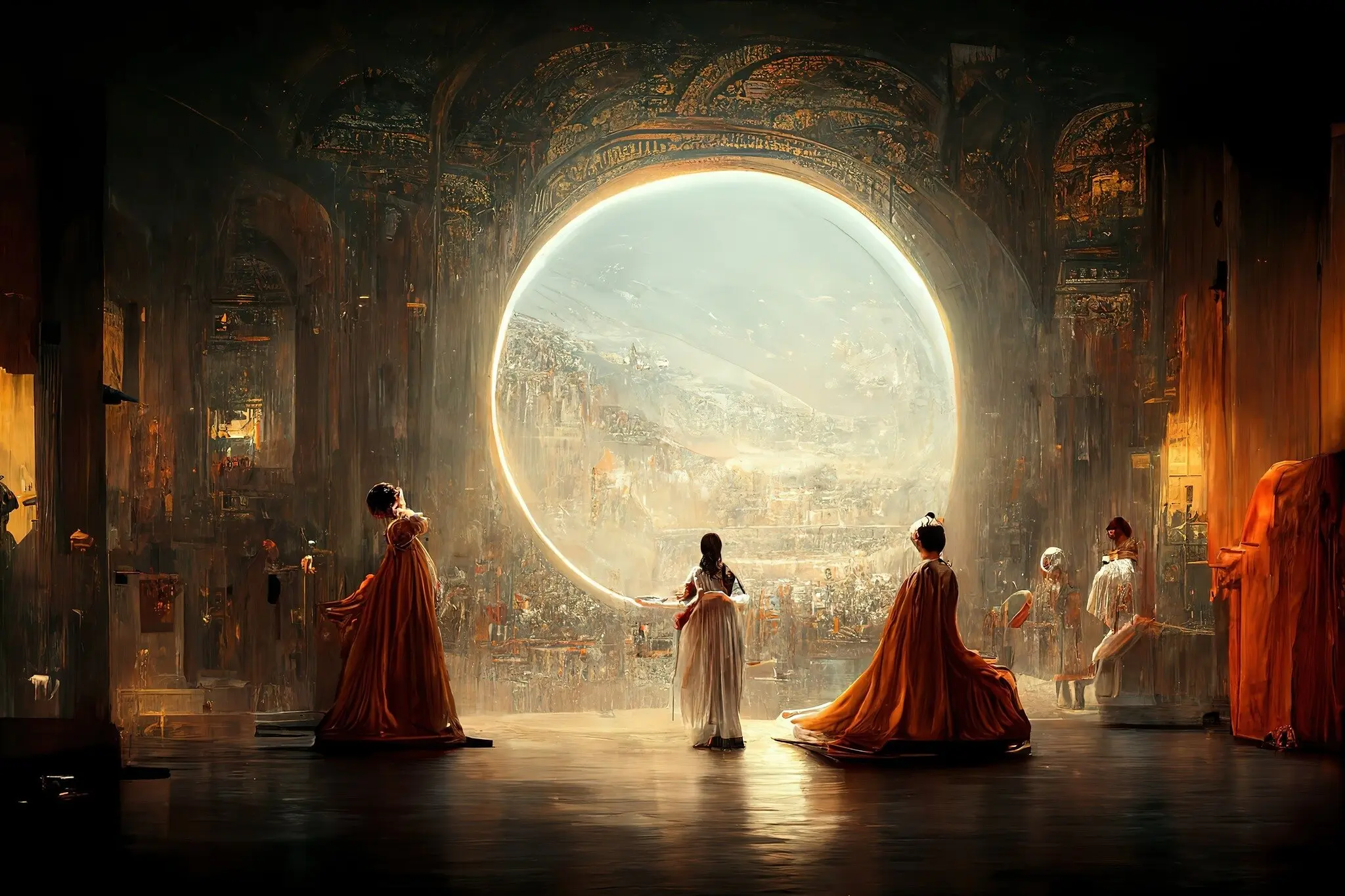
Théâtre D'opéra Spatial, 2022, creat amb Midjourney, impulsat per Jason M. Allen

Aquesta diferència d'enfocament es pot veure en la decisió recent respecte a una sol·licitud de registre de Jason Matthew Allen per a la seva obra Théâtre D'opéra Spatial creada amb Midjourney i una eina d'ampliació d'escala. L'Oficina de Drets d'Autor va declarar:
El Consell considera que l'Obra conté més d'una quantitat mínima de contingut generat per intel·ligència artificial ("IA") i, per tant, aquest contingut s'ha de renunciar a la seva responsabilitat en una sol·licitud de registre. Com que el Sr. Allen no està disposat a renunciar al material generat per IA, l'obra no es pot registrar com a presentada.
A mesura que la IA s'utilitza cada cop més per generar literatura, música i altres formes d'art, l'Oficina de Drets d'Autor dels Estats Units ha publicat noves directrius que emfatitzen si les obres, inclosos els materials generats per intel·ligència artificial, presenten una naturalesa de "reproducció mecànica" o són la "manifestació de la pròpia concepció creativa de l'autor". L'Oficina de Drets d'Autor dels Estats Units va publicar una norma el març de 2023 sobre una sèrie de qüestions relacionades amb l'ús de la IA, on afirmava:
... Com que l'Oficina rep aproximadament mig milió de sol·licituds de registre cada any, detecta noves tendències en l'activitat de registre que poden requerir la modificació o l'ampliació de la informació que s'ha de divulgar en una sol·licitud.
Un d'aquests desenvolupaments recents és l'ús de tecnologies sofisticades d'intel·ligència artificial ("IA") capaces de produir material expressiu. Aquestes tecnologies "s'entrenen" amb grans quantitats d'obres preexistents d'autor humà i utilitzen inferències d'aquest entrenament per generar contingut nou. Alguns sistemes funcionen en resposta a una instrucció textual de l'usuari, anomenada "indicació".
El resultat pot ser textual, visual o auditiu, i el determina la IA en funció del seu disseny i del material amb què s'ha entrenat. Aquestes tecnologies, sovint descrites com a "IA generativa", plantegen preguntes sobre si el material que produeixen està protegit pels drets d'autor, si es poden registrar obres que consisteixen tant en material creat per humans com generat per IA, i quina informació han de proporcionar a l'Oficina els sol·licitants que vulguin registrar-les.
L'Oficina de Drets d'Autor va aclarir encara més en un gener de 2025 que les obres assistides per IA en què l'expressió creativa de l'ésser humà roman evident en l'obra poden tenir drets d'autor, cosa que pot incloure l'adaptació creativa d'indicacions per a generadors d'IA o l'ús de la IA per ajudar en el procés de creació d'una obra com ara la realització de pel·lícules. Les obres "on els elements expressius són determinats per una màquina" encara no tenen drets d'autor. Seguint aquesta guia, l'Oficina de Drets d'Autor va registrar "A Single Piece of American Cheese", la primera obra d'art visual composta únicament per resultats generats per IA, com a obra composta el gener de 2025. La base dels drets d'autor era l'argument que la selecció, l'ordenació i la coordinació impulsades per humans en el procés creatiu d'una sola obra constituïen una autoria humana suficient per merèixer els drets d'autor.
Tant els tribunals federals com els de circuit del Districte de Columbia han confirmat la negativa de l'Oficina de Drets d'Autor de registrar els drets d'autor per a obres generades únicament per màquines, establint que la propietat de la màquina entraria en conflicte amb els drets de propietat hereditaris establerts per la Llei de Drets d'Autor de 1975.
L'Oficina de Patents i Marques dels Estats Units (USPTO) va codificar de manera similar restriccions sobre la patentabilitat dels crèdits de patents únicament als autors d'IA el febrer de 2024, després d'una sentència de l'agost de 2023 en el cas Thaler contra Perlmutter. En aquest cas, l'Oficina de Patents va denegar la concessió de patents creades pel programa d'IA de Stephen Thaler, DABUS, a causa de la manca d'una "persona física" en l'autoria de les patents. El Tribunal d'Apel·lacions dels Estats Units per al Circuit Federal va confirmar aquesta decisió. En la posterior elaboració de normes, l'USPTO permet que els inventors humans incorporin els resultats de la intel·ligència artificial, sempre que aquest mètode estigui documentat adequadament a la sol·licitud de patent. Tanmateix, pot arribar a ser pràcticament impossible quan el funcionament intern i l'ús de la IA en transaccions inventives no s'entenen adequadament o són en gran part desconeguts.
El representant Adam Schiff va proposar la Llei de divulgació de drets d'autor d'IA generativa l'abril de 2024. Si s'aprova, el projecte de llei obligaria les empreses d'IA a presentar obres protegides per drets d'autor al Registre de Drets d'Autor abans de llançar nous sistemes d'IA generatius. Aquestes empreses haurien de presentar aquests documents 30 dies abans de mostrar públicament les seves eines d'IA.

### Regne Unit
Altres jurisdiccions inclouen un llenguatge legal explícit relacionat amb les obres generades per ordinador, inclosa la Llei de drets d'autor, dissenys i patents de 1988 del Regne Unit, que estableix:
En el cas d'una obra literària, dramàtica, musical o artística generada per ordinador, es considerarà que l'autor és la persona que duu a terme els preparatius necessaris per a la creació de l'obra.
Tanmateix, la llei d'obres generades per ordinador del Regne Unit es refereix a les creacions autònomes mitjançant programes informàtics. Les persones que utilitzen eines d'IA solen ser les autores de les obres, suposant que compleixen els requisits mínims per a les obres protegides per drets d'autor. El llenguatge utilitzat per a l'obra generada per ordinador es relaciona, pel que fa a la IA, amb la capacitat dels programadors humans de tenir drets d'autor sobre les produccions autònomes de les eines d'IA (és a dir, on no hi ha cap intervenció humana directa):
En la mesura que cada fotograma compost és una obra generada per ordinador, els preparatius necessaris per a la creació de l'obra van ser duts a terme pel Sr. Jones, ja que va idear l'aspecte dels diversos elements del joc i les regles i la lògica mitjançant les quals es genera cada fotograma, i va escriure el programa informàtic pertinent. En aquestes circumstàncies, estic convençut que el Sr. Jones és la persona que va dur a terme els arranjaments necessaris per a la creació de les obres i, per tant, es considera l'autor en virtut de l'article 9(3).
El govern del Regne Unit ha consultat sobre l'ús d'eines generatives i IA pel que fa a la propietat intel·lectual, cosa que ha donat lloc a una proposta de Codi de bones pràctiques especialitzat: "per proporcionar orientació per ajudar les empreses d'IA a accedir a obres protegides per drets d'autor com a entrada per als seus models, alhora que garanteix que hi hagi proteccions sobre la producció generada per donar suport als titulars dels drets d'autor de les obres protegides per drets d'autor".  L'Oficina de Drets d'Autor dels Estats Units recentment va publicar un avís d'investigació i una sol·licitud de comentaris després de la seva Guia de Registre del 2023.

## Entrenament d'IA amb dades protegides per drets d'autor
Els models d'aprenentatge profund obtenen grans conjunts de dades d'Internet, com ara imatges disponibles públicament i el text de pàgines web. El text i les imatges es converteixen a formats numèrics que la IA pot analitzar. Un model d'aprenentatge profund identifica patrons que enllacen el text codificat i les dades d'imatge i aprèn quins conceptes textuals corresponen a elements de les imatges. Mitjançant proves repetitives, el model refina la seva precisió fent coincidir imatges amb descripcions de text. El model entrenat se sotmet a una validació per avaluar la seva habilitat en la generació o manipulació de noves imatges utilitzant només les indicacions de text proporcionades després del procés d'entrenament. Quan el muntatge d'aquests conjunts de dades d'entrenament implica fer còpies d'obres protegides per drets d'autor, això ha plantejat la qüestió de si aquest procés infringeix el dret exclusiu del titular dels drets d'autor a fer reproduccions de les seves obres, o si infringeix les llicències d'ús legítim.

### Estats Units
Els desenvolupadors d'aprenentatge automàtic dels EUA tradicionalment han cregut que això és permès sota l'ús legítim perquè l'ús d'obres protegides per drets d'autor és transformador i limitat. La situació s'ha comparat amb l'escaneig de llibres amb drets d'autor per part de Google Books en el cas Authors Guild, Inc. contra Google, Inc., que finalment es va considerar que era un ús legítim, perquè el contingut escanejat no es va fer públic i l'ús no era expressiu.
Timothy B. Lee, a Ars Technica, argumenta que si els demandants tenen èxit, això podria canviar l'equilibri de poder a favor de grans corporacions com Google, Microsoft i Meta, que es poden permetre llicenciar grans quantitats de dades d'entrenament dels titulars dels drets d'autor i aprofitar els seus conjunts de dades propietaris de dades generades pels usuaris. Els estudiosos de la propietat intel·lectual Bryan Casey i Mark Lemley argumenten a la Texas Law Review que els conjunts de dades són tan grans que "no hi ha cap opció plausible de simplement llicenciar totes [les dades...]. Per tant, permetre qualsevol reclamació de drets d'autor [de formació generativa] equival a dir, no que els titulars dels drets d'autor cobraran, sinó que l'ús no es permetrà en absolut". Altres estudiosos no hi estan d'acord; alguns prediuen un resultat similar als procediments de llicències musicals dels EUA.
Un dels primers casos que va impugnar la naturalesa de l'ús legítim per a l'entrenament de la IA va ser una demanda que Thomson Reuters va presentar contra Ross Intelligence, presentada per primera vegada el 2020. Thomson Reuters va argumentar que Ross Intelligence havia utilitzat les seves notes introductòries de Westlaw, breus resums de decisions judicials, per entrenar el seu motor d'IA dissenyat per competir amb Westlaw. Tot i que el jutge Stephanos Bibas del Tercer Circuit va denegar inicialment les demandes de Thomson Reuters amb l'argument que les notes d'entrada podrien no haver estat protegides per drets d'autor, Bibas va reavaluar la seva decisió el febrer de 2025 i va emetre una sentència a favor de Thomson Reuters, ja que les notes d'entrada sí que tenen drets d'autor i que Ross Intelligence, que havia tancat el 2021, havia utilitzat el material de manera inapropiada. En el cas de la IA de Ross, el motor no era generatiu i produïa una sortida composta per fragments del material de Westlaw, cosa que va ajudar a les afirmacions de reutilització de Thomson Reuter, de manera que no és clar com es pot aplicar el cas a altres IA generatives com OpenAI.
En un cas consolidat presentat per diversos autors contra Meta i OpenAI, el jutge de districte federal Vince Chhabria va expressar el seu dubte que l'ús de material sense llicència amb drets d'autor per a l'entrenament de la IA encaixés dins de l'ús legítim. Durant les audiències judicials als advocats de Meta, va declarar que "Teniu empreses que utilitzen material protegit per drets d'autor per crear un producte capaç de produir un nombre infinit de productes de la competència. Esteu canviant dràsticament, fins i tot podríeu dir que esteu obliterant, el mercat de l'obra d'aquesta persona, i esteu dient que ni tan sols heu de pagar una llicència a aquesta persona. Simplement no entenc com això pot ser ús legítim".
L'Oficina de Drets d'Autor dels Estats Units va publicar un informe que incloïa una revisió dels comentaris públics sobre assumptes d'IA. Entre altres temes, l'informe abordava les preocupacions sobre l'ús legítim dels materials de formació i considerava que dos dels factors d'ús legítim podrien ser preocupants. Un factor va ser la finalitat i el caràcter de l'obra creada, on l'Oficina es va dirigir a la decisió del Tribunal Suprem en el cas Andy Warhol Foundation for the Visual Arts, Inc. contra Goldsmith, que tot i que s'havia realitzat una transformació, les obres encara es consideraven en última instància obres derivades dels drets d'autor originals. L'altre factor va ser l'impacte en el mercat comercial, i l'Oficina va suggerir que els models d'IA entrenats amb dades protegides per drets d'autor per produir obres en un estil específic podrien tenir impactes negatius en el mercat que debilitarien la defensa de l'ús legítim.

### UE
A la UE, aquestes excepcions de mineria de text i dades (TDM) formen part de la Directiva de 2019 sobre els drets d'autor al mercat únic digital. S'hi fa referència específica a la Llei d'IA de la UE (que va entrar en vigor el 2024), que "es considera àmpliament com una clara indicació de la intenció del legislador de la UE que l'excepció cobreixi la recopilació de dades d'IA", una opinió que també va ser aprovada en una decisió judicial alemanya del 2024. A diferència de l'excepció TDM per a la recerca científica, l'excepció més general que cobreix la IA comercial només s'aplica si el titular dels drets d'autor no ha optat per no participar-hi. Per tal de facilitar l'exclusió voluntària a l'excepció TDM, la Llei d'IA de la UE de 2024 exigeix als proveïdors de models d'IA de "propòsit general" que implementin una política per complir amb la legislació de la UE (inclosa l'excepció voluntària TDM) i que publiquin un resum detallat del contingut de la formació segons una plantilla proporcionada per l'Oficina d'IA. Aquestes disposicions entraran en vigor l'agost de 2025, i s'espera que s'aclariixin més detalladament què caldrà fer exactament als proveïdors de models d'IA d'ús general a partir d'un Codi de bones pràctiques que es publicarà abans d'aquesta data.